# Малели Кунаворе
Малели Кунаворе (енгл. Maleli Kunavore; 13. новембар 1983 - 15. новембар 2012) био је фиџијански рагбиста. Био је универзални бек, што значи да је могао играти и центра и крило и аријера. 5 година провео је играјући за највећи клуб на Старом континенту Тулуз. Дебитовао је за Фиџи против Јапана 2005. Због учествовање у тучи на мечу против Јапана био је привремено суспендован 2006. Био је део селекције Фиџија на светском купу 2007, одржаном у Француској. Укупно је за Фиџи одиграо 7 тест мечева и постигао 2 есеја. Са Тулузом је 2008, освојио титулу првака Француске. Почетком 2010, два пута је тешко повредио леву руку, па је престао да игра рагби. Преминуо је 15. новембра 2012, од последице срчаног удара. 